# Pär Herbertsson
Pär Herbertsson är ortoped och överläkare på Orthocenter Malmö, tidigare tjänstgjorde han på Universitetssjukhuset i Lund som överläkare.
Herbertsson har disputerat på en avhandling med namnet "Radial head and neck fractures" 2004 på Universitetssjukhuset MAS i Malmö.
Han är en förgrundsgestalt inom svensk idrottsmedicin.
Sedan 1993 undervisar Herbertsson i idrottsmedicin på fysioterapeututbildningen vid Lunds Universitet.
Herbertsson har haft följande uppdrag:
- Ansvarig för utbildning av förbundsläkare i idrottsmedicin i Sverige.
- Ledamot av Svensk Idrottsmedicinsk förening styrelse sedan 1989 och ordförande 2001–2003.
- Förbundsläkare i fotboll och orientering. Landslagsläkare i orienteringsförbundet sedan 2000.
- Ledamot av simförbundets medicinska råd.
- Ledamot av Idrottsmedicins Syd sedan 1986 och dess ordförande under 10 år.
- Ledamot av dispenskommittén för doping i södra Sverige.
- Arbetat med Skånes Idrottsförbund i 20 år som föreläsare.
- Tidigare också varit läkare för Landskrona BOIS i fotboll och Rögle BK i ishockey.

- Herbertsson var läkare för Malmö FF från 2002 till 2022.